# Lydia H. Liu
Lydia H. Liu (chinesisch 劉禾, * 27. Dezember 1957) ist eine  vergleichende Literaturwissenschaftlerin und Sinologin und hat an der Columbia University die Wun Tsun-Tam-Professur im Bereich Geisteswissenschaften (Humanities) inne. Sie ist an dieser Universität ebenso Direktorin des Institutes für Vergleichende Literatur und Gesellschaft (Comparative Literatur and Society) und lehrt sowohl hier als auch am Fachbereich für Ostasiatische Sprachen und Kultur (Department of East Asian Languages and Cultures). Liu hat darüber hinaus eine Professur (joint professorship) an der School of Humanities and Social Sciences der Tsinghua-Universität inne. In dieser Position etablierte sie an der Tsinghua-Universität auch das Tsinghua-Columbia Center for Translingual and Transcultural Studies (CTTS), um die internationale Zusammenarbeit und Forschung zu fördern.

## Akademische Ausbildung und Werdegang
Liu studierte sowohl in den USA als auch in China. Ihren Bachelor of Arts schloss sie 1979 an der Pädagogischen Universität Nordwestchinas und ihren Master of Arts 1983 an der Shangdong University ab. Darauf folgte 1990 der Ph.D. in Vergleichender Literatur (Comparative Literature) an der Harvard University.
Stipendien
- 1997–1998 Guggenheim-Stipendium
- 2004–2005 Wissenschaftskolleg zu Berlin
- 2013 Fellow in the Humanities Council at Princeton University

Lehraufträge
- 1990–2002: University of California in Berkeley, zuletzt als Catherine and William L. Magistretti Distinguished Professor of East Asian Languages and Cultures
- 2002–2006: University of Michigan in Helmut Stern-Professur in Chinese Studies und Vergleichender Literatur
- Seit 2006: Columbia University

Forschungsfelder und -schwerpunkte
Das moderne China, kulturübergreifender Austausch, globale Transformationen in der modernen Geschichte mit einem Fokus auf der globalen Bewegung von Wörtern, Theorien und Artefakten über nationale Grenzen hinweg sowie die (Weiter- und Neu-) Entwicklung von Schriftsystemen, Textualität, technologisierten Medien und der translingualen Praxis.
Forschungsinteressen:
Vergleichende Politische Theorie, Menschenrechte, Kritische Übersetzungstheorie und das Studium neuer Medien sowie Psychoanalyse

## Veröffentlichungen
Bücher
- The Nesbit Code (六個字母的解法 auf Chinesisch), Oxford University Press (Hong Kong), 2013. Wurde 2014 mit dem Hong Kong Book Award ausgezeichnet.
- The Birth of Chinese Feminism: Essential Texts in Transnational Theory. Co-edited with Rebecca Karl and Dorothy Ko. New York: Columbia University Press, 2013.
- The Freudian Robot: Digital Media and the Future of the Unconscious. University of Chicago Press, 2010.
- The Clash of Empires: The Invention of China in Modern World Making. Harvard University Press, 2004. (Paperback edition 2006) (auch auf Chinesisch erschienen).
- Translingual Practice: Literature, National Culture, and Translated Modernity-China 1900–1937. Stanford: Stanford University Press, 1995 (auch auf Chinesisch erschienen).
- Tokens of Exchange: The Problem of Translation in Global Circulations. Edited volume. Duke University Press, 1999.
- Writing and Materiality in China. Co-edited with Judith Zeilin. Cambridge: Harvard University Asia Center, 2003.
- Bearers of the Lamp (Chinesisch). Edited volume. Hong Kong: Oxford University Press, 2001. (Neuauflage durch Guangxi Normal University Press in China im Frühjahr 2009).
- Cross-Writing: Critical Perspectives on Narratives of Modern Intellectual History (auf Chinesisch). Hong Kong: Tiandi Publishing House, 1997. Reprint by Shanghai Salian, 2000.

Neueste Artikel
- The Ghost of Arthur H. Smith in the Mirror of Cultural Translation, Journal of American-East Asian Relations, 20 (2013): 406–414.
- Chapter 56 Henry Wheaton in Oxford Handbook of the History of International Law, eds., Bardo Fassbender and Anne Peters with Simone Peter and Daniel Hogger. Oxford: Oxford University Press, 2012, S. 1132–1136.
- Translingual Folklore and Folklorics in China, in Regina F. Bendix and Galit Hasan-Rokem, eds., A Companion to Folklore, Blackwell Publishing Ltd., 2012, S. 190–210.
- Fragrant Mourning: Thoughts on Xu Bing’s Tobacco Project, in Xu Bing: Tobacco Project, Duke/Shanghai/Virginia, 1999–2011, Charlottesville: University of Virginia Press, 2011, S. 31–37.
- The Pictorial Uncanny, in Neal Curtis, ed., The Pictorial Turn, London and New York: Routledge 2010, S. 112–133.
- The Cybernetic Unconscious: Lacan, Poe, and French Theory, Critical Inquiry, volume 36 number 2, Winter 2010, S. 288–320.
- Writing, a contribution to W.J.T. Mitchell and Mark Hansen, eds., Critical Terms for Media Studies, Chicago: University of Chicago Press, 2010, S. 310–326.